# Liste des adaptations de dessins animés publiés dans Four Color
Les dessins animés sont également l'une des grosses spécialités de Dell Comics, notamment dans Four Color. Avec ceux de Walt Disney, on recense près de 400 numéros publiés dans la revue, soit environ 30 % du total.

Si les dessins animés Disney restent les plus nombreux, c'est essentiellement en raison des longs métrages. Si l'on considère courts et moyen métrages on constatera une quasi égalité entre les griffés Disney et ceux qui ne le sont pas.

## Félix, le Chat
6 numéros # 15, 46, 77, 119, 135, 162 

## Hanna-Barbera

### Huckleberry Hound (Roquet Belles Oreilles)
4 numéros # 990, 1050, 1054, 1141 

### Pixie and Dixie andM.Jinks
Pixie et Dixie sont deux petites souris qui agacent M. Jinks, le chat de la maison. Cette série TV dura 3 saisons (1958-61) et offrit aux téléspectateurs 57 épisodes, lesquels faisaient partie de l'émission The Huckleberry Hound Show. La filiation avec Tom et Jerry semble évidente, néanmoins, M. Jinks s'en sort en général en moins mauvaise posture que Tom. Il lui arrive même de donner la leçon aux espiègles rongeurs.

La série se continuera par la suite, mais de manière fort limitée, chez Gold Key dans la revue Golden Comics Digest.

# 1112 -juillet 1960

Tous les dessins sont assurés par Harvey Eisenberg.
1. Door Dilemma - 1 planche
2. It Takes Two to Teeter - 8 planches
3. Snacktime - 10 planches
4. Picnic Pirates - 6 planches
5. Hoodoo House - 7 planches
6. Hello-Good-bye - 1 planche
7. Rough Rider - 1 planche
8. The Kickback - 1 planche

# 1196 -juillet 1961

Tous les dessins sont assurés par Kay Wright.
9. Shut-ins - 1 planche

10. Too Nice to Mice - 8 planches

11. Cheese It - 8 planches

12. The Trickery - 2 planches

13. Bearcat Time Tinkerers

14. Dabbling in Oil - 5 planches

15. The Bungled Birthday - 5 planches

16. Snore Bore - 1 planche

16. Safety Slipper - 1 planche

17. Big Catch - 1 planche

Pour mémoire, l'histoire originale parue dans le #2 de Golden Comics Digest (juin 1969).

18. Time Tinkerers - 4 planches

Les autres parutions furent des reprises.

### Ruff & Reddy
Ruff & Reddy fut, en 1957, la première série de télévision produite par le tandem Hanna-Barbera. Les deux artistes venaient d'être licenciés lors de la fermeture des studios d'animation de la Metro Goldwyn Mayer en juin 1957. Après avoir passé un accord avec Screen Gem, une filiale de Columbia Pictures spécialisée dans la vente d'émissions télévisuelles, ils réalisèrent cette première série de cartoons en noir et blanc. Autant pour des raisons d'économie que par le fait que nombre de foyers américains étaient encore équipés du seul noir et blanc.

Pour donner une meilleure idée de la réduction drastique des coûts, il est utile de rappeler que chaque court-métrage animé de la M.G.M. coûtait entre 40 000 et 60 000 $. Dans le deal passé avec Screen Gems, chaque épisode était facturé en tout et pour tout 3 000 $. D'où cette idée de réduire le nombre de dessins nécessaires et aboutir à ce qu'on a appelé la limited animation.
2 numéros. 

# 981 avril 1959

1. Alligator Shoes -1 planche
2. Ruff and Reddy and the Teeny Genie -11 planches
3. Horsin' Around -6 planches
4. The Hectic Hobby -6 planches
5. The Doggie Deputy -6 planches
6. Mobile Mailman -1 planche
7. Hot Dog and Burger Stands -1 planche

# 1038 octobre 1959

8. A Fair Share -1 planche

9. Pioneer Pilots -10 planches

10. Surf-Bored -8 planches

11. Snooper Detective -8 planches

12. Ruff and Reddy and the Tiny Twister -5 planches

13. Overlooking the Obvious -1 planche

14. The Caged Lion -1 planche

15. The Car Wash -1 planche

### Spike & Tyke
4 numéros # 499, 577, 638, 1266

### Yogi Bear (Yogi l'Ours)
Yogi Bear fut sans aucun doute le personnage qui propulsa la carrière télévisuelle des studios Hanna-Barbera. Le personnage apparaît en 1958 dans le Huckleberry Hound Show. Mais sa popularité est telle qu'il finit par avoir son propre show dès le début de l'année 1961.

Le nom de cet ours  farceur est dérivé de celui de Yogi Berra, une star du baseball. Quant à son habitat, c'est celui du Jellystone Park, variation du Yellowstone avec là aussi, sinon un jeu de mots, au moins un trait d'esprit.

Son ennemi, ami aussi selon les occasions, est le Ranger Smith qui essaie, vainement, de l'empêcher d'engloutir le piques-nique des touristes du parc. Des longs métrages, des émissions de radio lui ont été consacrés. Quant aux comics, son strip a duré de 1961 à 1988 et quasiment tous les éditeurs se sont battus pour l'avoir dans leur écurie. Dans ces noms on relève Dell et Gold Key bien sûr mais également Charlton Comics (1970-1977), Marvel (1977), Harvey Comics, Archie Comics et même DC Comics de manière intermittente.

Bref, un comput précis et raisonné demanderait facilement un livre entier !

6 numéros # 1067, 1104, 1162, 1271, 1310, 1349

## Looney Tunes

### Beep Beep
3 numéros # 918, 1008, 1046, 

### Bugs Bunny
34 numéros # 33, 51, 88, 123, 142, 164, 187, 200, 217, 233, 250, 266, 274, 281, 289, 298, 307, 317, 327, 338, 347, 355, 366, 376, 393, 407, 420, 432, 498, 585, 647, 724, 838, 1064, 

### Daffy Duck
3 numéros # 457, 536, 615. Le personnage aura entre avril 1956 et avril 1959 une revue à son nom numérotée de 4 à 14.

### Elmer Fudd
14 numéros # 470, 558, 628, 689, 725, 783, 841, 938, 977, 1032, 1131, 1171, 1222, 1293

### Mouse Museketeers
9 numéros (603, 642, 670, 711, 728, 764, 1135, 1175, 1290)

### Porky Pig
26 numéros # 16, 48, 78, 112, 156, 168, 182, 191, 226, 241, 260, 271, 277, 284, 295, 303, 311, 322, 330, 342, 351, 360, 370, 385, 399, 410, 426

### Speedy Gonzales
Speedy Gonzales est la fameuse petite (et rapide) souris mexicaine créée en 1953 dans le court métrage Cat-Tails for Two.
# 1084 mars 1960

Carl Fallberg a signé le scénario de la deuxième histoire (Do or Diet). Les autres scénaristes restent inconnus. Tous les dessins sont dus à Pete Alvarado

1.	Bean Baggers – 1 planche

2.	Do or Diet – 9 planches

3.	Seashore Show-Off – 6 planches

4.	Watch My Dust – 8 planches

5.	Well Peppered – 8 planches

6.	Slow But Sure – 1 planche

7.	Traveling Salesmouse – 1 planche

### Tom & Jerry
1 numéro # 475 

### Tweety & Sylvester (Titi et Grosminet)
3 numéros # 406, 489, 524

## M.Magoo
4 numéros (561, 602, 1235, 1305)

## Popeye
7 numéros # 17, 26, 43, 70, 113, 127, 145

## Terrytoons

### Deputy Dawg
Deputy Dawg est une création des Terrytoons apparue sur le petit écran en 1959. À noter que c'est cette série qui a vu les débuts de Ralph Bakshi en tant qu'animateur. 34 épisodes de 5' environ de ce chien chien shérif seront diffusés avec un certain succès puisque quelques épisodes seront programmés dans les salles de cinéma.
- # 1238 (Octobre 1961)

Tous les dessins sont signés Fred Fredericks tandis que les scénarios sont dus à John Stanley.
1. Howdy, howdy, and a tip of mah hat... -8 planches
2. Ah may not be able to pre-dick weather, folks.. -7 planches
3. Hey, there, Deputy Dawg! -2 planches
4. Howdy, folks! -7 planches
5. Knotty Problem -1 planche
6. Sign of Weakness -1 planche

- # 1299 (Avril 1962)

Scénariste(s) inconnu(s), dessinateur Dan Gormley.
1. Cross Patch -1 planche
2. Ear Buster -8 planches
3. Volunteer Fire Brigade -7 planches
4. No Fishing -2 planches
5. Sprout Master -7 planches
6. Dancing Shoes -8 planches
7. Prepare to Repair -1 planche

## Rocky and his Friends
Sympathique petit personnage qui a connu 5 saisons à la télévision et, bien sûr basculé dans le giron de Four Color puis chez Gold Key avec son propre titre. Cela étant la série est mieux connue (et d'ailleurs toujours épisodiquement exploitée) par l'un de ses personnages secondaires, le caribou Bullwinkle.

4 numéros # 1128, 1166, 1275, 1311

## Walter Lantz
Walter Lantz (1899-1994) fut un animateur réputé, nommé 8 fois pour l'Oscar mais jamais récompensé hormis un Oscar d'honneur en 1979.

### Andy Panda
Andy Panda est un personnage de dessin animé créé par Walter Lantz en 1939 pour Universal Pictures puis après la fin du contrat en 1947 pour United Artists jusqu'en 1949. Sur ces 10 ans d'existence 24 courts métrages furent réalisés, ce qui pour un studio indépendant comme celui de Lantz était une vraie marque de succès.

Cette popularité se traduisit dans les comics avec près de 400 apparitions chez Dell puis chez Gold Key. Sa première apparition dans un comic book se fait en 1941 dans Crackajack Funnies, auparavant il était apparu en comic strips dont plus de 550 seront repris dans un livre grand format de 185 planches en 1943.

16 numéros # 25, 54, 85, 130, 154, 198, 216, 240, 258, 280, 297, 326, 345, 358, 383, 409

### Chilly Willy
Chilly Willy est un petit pingouin créé par les studios de Walter Lantz en 1953 qui l'animeront jusqu'en 1972. Personnage extrêmement populaire, après Woody Woodpecker toutefois, le petit animal a marqué les comic book de sa présence environ 150 fois, toujours dans le tandem Dell puis Gold Key.

9 numéros # 740, 792, 852, 967, 1017, 1074, 1122, 1177, 1281

### Space Mouse
Techniquement Space Mouse n'est pas une création de Walter Lantz même si ce sont bien ses studios qui ont porté le personnage à l'écran en 1959. C'est Avon Publications en 1953 qui lance le personnage sous les dessins de Frank Carin pour 5 numéros. Toutefois au milieu des années 1950, la section comic book est sabordée. La reprise de la petite souris par Lantz permet sa reprise chez Four Color dans la mesure où Western Publishing avait acheté les licences Lantz. Une cinquantaine d'aventures, parfois limitées à une seule planche, composeront la saga de  ce sympathique astronaute.

# 1132 - août 1960
1. The Kickback -1 planche
2. The Secret Weapon -10 planches
3. The Frightful Weapon -5 planches
4. Planetary Pirates -9 planches
5. Weather Wise -1 planche
6. Target Darters -1 planche
7. The Hot Seat -1 planche

Le numéro est complété par une histoire de 7 planches de Sam'n Simian intitulée Nothing but the Tooth (!!)

### Woody Woodpecker
Woody Woodpecker est incontestablement la création la plus célèbre de Walter Lantz. Le premier court métrage date de 1941, le dernier de 1972. Entre ces deux dates quasiment 200 épisodes auxquels il faut ajouter les nombreuses versions télé.

Sa présence dans les comics est d'environ 350 histoires,.

16 numéros # 169, 188, 202, 232, 249, 264, 288, 305, 336, 350, 364, 374, 390, 405, 416, 431